# Bazylika

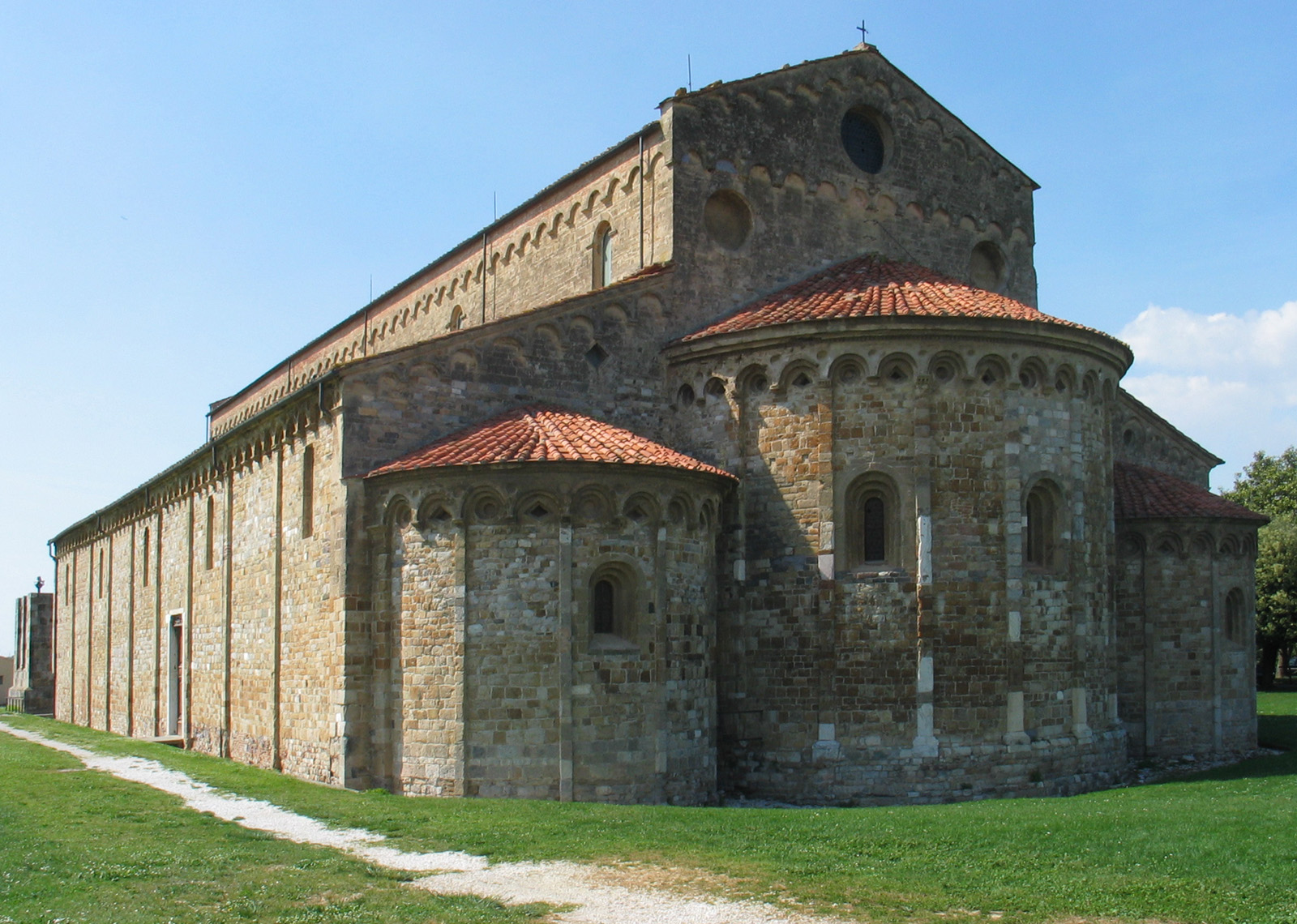
Bazylika San Piero a Grado w Pizie

Przekrój poprzeczny bazyliki

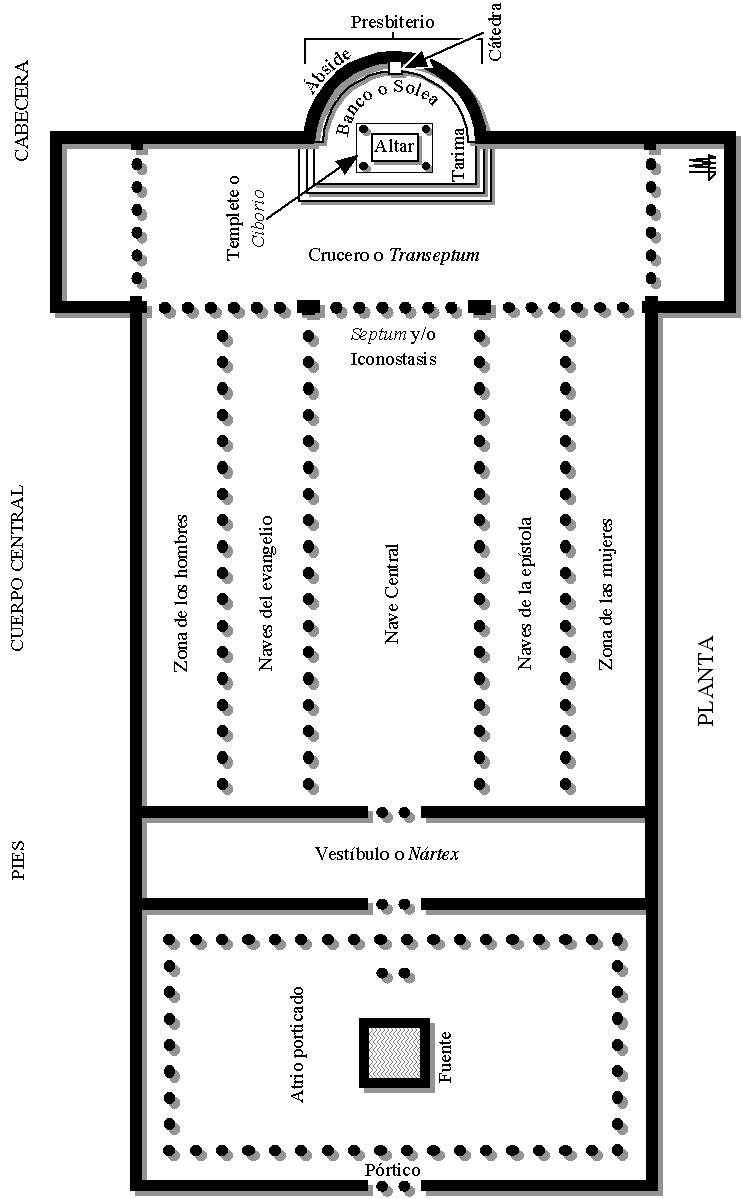
Plan bazyliki

Bazylika – współcześnie tą nazwą najczęściej określa się chrześcijańską świątynię wielonawową (niezależnie od pełnionych funkcji kanonicznych) z nawą główną wyższą od naw bocznych, posiadającą okna ponad dachami naw bocznych (w odróżnieniu od kościoła halowego). Kościół z nawą główną wyższą od naw bocznych, lecz bez okien to pseudobazylika.

## Historia
Nazwa wywodzi się od greckiego słowa βασιλικός oznaczającego „królewski” lub od budynku Stoa Basileios – Stoi Królewskiej umieszczonej przy Agorze ateńskiej, w której urzędowali archontowie.

### Bazylika w starożytnym Rzymie
W starożytnym Rzymie bazylika stała przy forum i odgrywała rolę hali targowo-sądowej. Drogą naśladownictwa bazyliki rozpowszechniły się na całym terytorium starożytnego Rzymu. Z czasem bazyliką zaczęto też nazywać największą, reprezentacyjną salę w willach rzymskiej arystokracji.
Starożytne świeckie bazyliki budowano jako budynki jedno- lub wielonawowe na planie prostokąta, odkryte lub kryte, parterowe lub piętrowe, często z apsydą. Ze względu na położenie wejścia dzieli się je na bazyliki:
- orientalne z wejściem (lub wejściami) na dłuższych bokach i wnętrzem z nawą środkową i nawami bocznymi,
- greckie z wejściem na jednym z krótszych boków oraz z apsydą położoną naprzeciwko wejścia.

Najlepiej zachowany wczesny przykład bazyliki rzymskiej jest w Pompejach. Wybudowana w II w. p.n.e. miała wymiary w rzucie około 62 × 25 metrów, nie posiadała apsyd, zamiast tego miała we wnętrzu podwyższenie na jednym końcu nawy. Była ulokowana wzdłużnie wobec pompejańskiego forum, naprzeciwko świątyni. Innym przykładem wczesnej bazyliki jest Basilica Aemilia ulokowana w Forum Romanum.
Bazylika Maksencjusza, której budowę zakończono w 312 r. n.e., była jedną z ostatnich monumentalnych bazylik świeckich.
Jedną z najlepiej zachowanych bazylik rzymskich jest Bazylika Konstantyna z IV wieku w Trewirze.

### Bazylika chrześcijańska
Chrześcijanie, nie chcąc korzystać ze świątyń pogańskich ani budować budynków podobnych do nich, przyjęli za wzór swoich kościołów bazylikę grecką. System bazylikowy obowiązywał w całej architekturze chrześcijańskiej. Już w IV wieku wprowadzono drewnianą pochyłą więźbę dachową otwartą lub oddzieloną drewnianym stropem.

## Cechy charakterystyczne
Charakterystycznymi cechami chrześcijańskiego systemu bazylikowego są:
- zasadniczo budynek ma układ podłużny, podzielony jest na część centralną (nawa główna) oraz nawy boczne, po jednej, dwie lub nawet trzy z każdej strony,
- nawy (główna i boczne) przykryte są oddzielnymi dachami,
- część centralna jest wyższa od naw bocznych, co umożliwia doświetlenie wnętrza przez pas górnych okien,
- wszystkie nawy są oddzielone od siebie ścianami, filarami lub słupami stanowiącymi elementy nośne.

Poprzez stulecia pierwotną bazylikę modyfikowano, dodając krypty, nawę poprzeczną (transept), chór, sklepienia, wieże, przemienność podpór, empory, tryforium, westwerk, kaplice i inne elementy.

## Inne znaczenie
Bazylika to także tytuł honorowy kościoła. Patrz:
- Bazylika większa (basilica maior)
- Bazylika mniejsza (basilica minor)